# Wereldkampioenschap schaken 2021

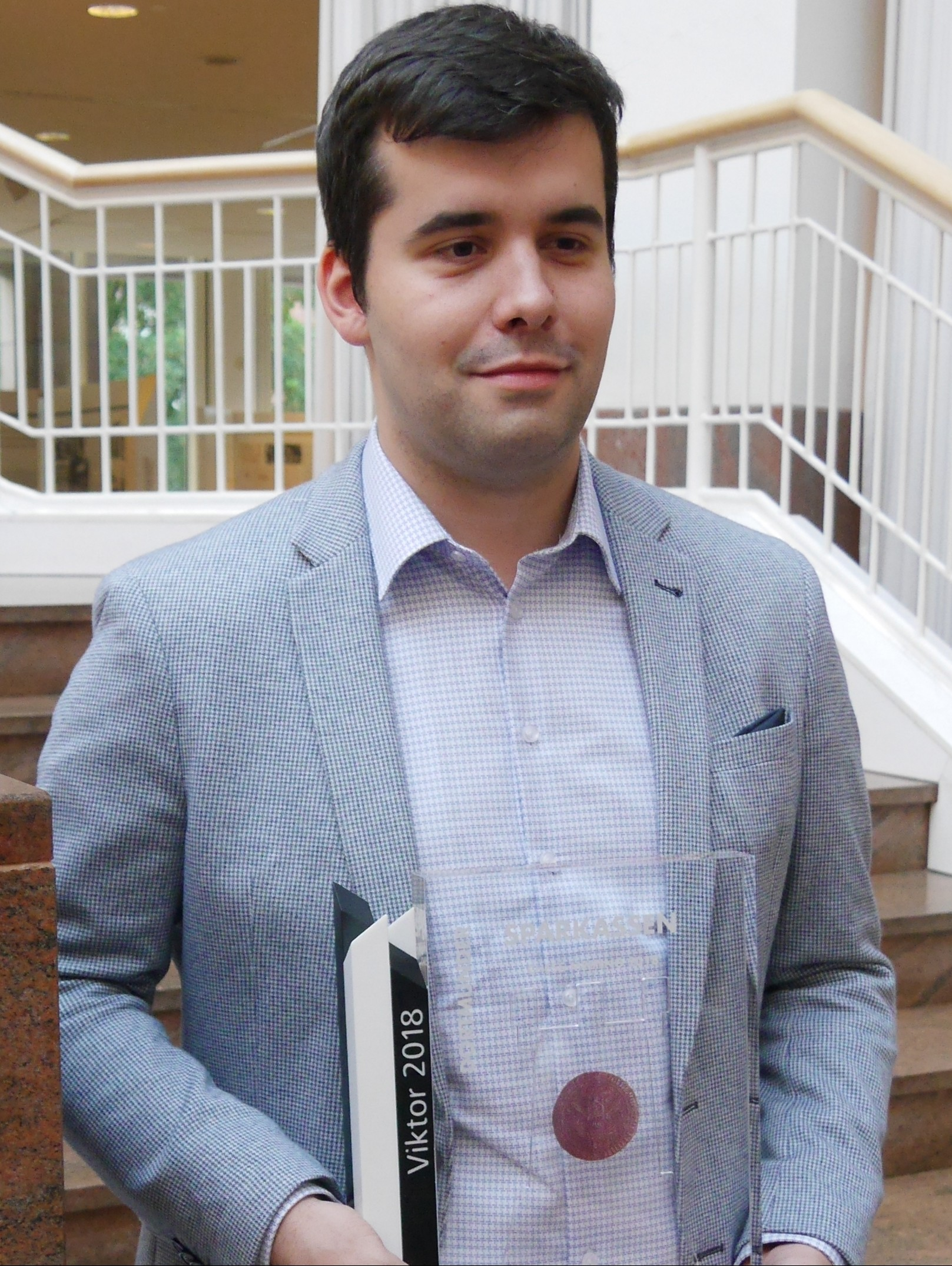
Uitdager en verliezer Ian Nepomniachtchi

Het Wereldkampioenschap schaken van 2021 was de match om het wereldkampioenschap schaken, die van 24 november tot 10 december werd gespeeld in Dubai, Verenigde Arabische Emiraten. De wedstrijd was gepland tot 16 december 2021, maar werd eerder afgerond. De deelnemers waren regerend wereldkampioen Magnus Carlsen en uitdager Ian Nepomniachtchi, de winnaar van het kandidatentoernooi 2020–2021. Het was oorspronkelijk de bedoeling het WK eind 2020 te houden, maar vanwege de coronapandemie kon het kandidatentoernooi niet in het voorjaar van 2020 worden afgemaakt en werd het toernooi uitgesteld naar 2021. Magnus Carlsen won nadat hij in elf partijen vier keer gewonnen had.

## Kandidatentoernooi
Het kandidatentoernooi was gepland tussen 17 maart tot 4 april 2020 en werd gespeeld in Jekaterinenburg, Rusland. Anderhalve week lang was het een van de weinige sportevenementen in Europa die niet afgelast werden in verband met de Coronapandemie, maar na zeven van de veertien speelrondes werd het toernooi op 26 maart alsnog stilgelegd. Het restant werd tussen 19 en 27 april 2021 uitgespeeld, opnieuw in Jekaterinenburg. Ian Nepomniachtchi won uiteindelijk het kandidatentoernooi.

### Deelnemers
| Kwalificatie                                                    | Speler                            | FIDE-rating |
| --------------------------------------------------------------- | --------------------------------- | ----------- |
| Verliezer match wereldkampioenschap schaken 2018                | Fabiano Caruana                   | 2842        |
| Twee hoogst geëindigde spelers FIDE Wereldbeker 2019            | Teimour Radjabov (teruggetrokken) | 2765        |
| Twee hoogst geëindigde spelers FIDE Wereldbeker 2019            | Ding Liren                        | 2805        |
| Hoogst geëindigde speler in de FIDE Grand Swiss Tournament 2019 | Wang Hao                          | 2762        |
| Twee hoogst geëindigde spelers FIDE Grand Prix 2019             | Aleksandr Grisjtsjoek             | 2777        |
| Twee hoogst geëindigde spelers FIDE Grand Prix 2019             | Ian Nepomniachtchi                | 2774        |
| De speler met de hoogste FIDE-rating                            | Anish Giri                        | 2763        |
| Een speler ter vervanging van Radjabov                          | Maxime Vachier-Lagrave            | 2767        |
| Een speler uitgekozen door de organisatie                       | Kirill Alekseenko                 | 2698        |

### Eindstand
| Pos. | Schaker                | Gespeeld | Punten | Wit | Zwart | Winst | Remise | Verlies |
| ---- | ---------------------- | -------- | ------ | --- | ----- | ----- | ------ | ------- |
| 1    | Ian Nepomniachtchi     | 14       | 8½     | 5   | 3½    | 5     | 7      | 2       |
| 2    | Maxime Vachier-Lagrave | 14       | 8      | 5½  | 2½    | 4     | 8      | 2       |
| 3    | Anish Giri             | 14       | 7½     | 3½  | 4     | 4     | 7      | 3       |
| 4    | Fabiano Caruana        | 14       | 7½     | 4   | 3½    | 3     | 9      | 2       |
| 5    | Ding Liren             | 14       | 7      | 4½  | 2½    | 4     | 6      | 4       |
| 6    | Aleksandr Grisjtsjoek  | 14       | 7      | 4½  | 2½    | 2     | 10     | 2       |
| 7    | Kirill Alekseenko      | 14       | 5½     | 3   | 2½    | 2     | 7      | 5       |
| 8    | Wang Hao               | 14       | 5      | 2½  | 2½    | 1     | 8      | 5       |

## Match
De match tussen Carlsen en Nepomniachtchi werd van 26 november 2021 tot en met 10 december 2021 in Dubai gespeeld. De Rus Nepomniachtchi speelde vanwege een boycot van Rusland onder de vlag van de Russische Schaakfederatie.
| Speler             | Rating | 1 26/11 | 2 27/11 | 3 28/11 | 4 30/11 | 5 1/12 | 6 3/12 | 7 4/12 | 8 5/12 | 9 7/12 | 10 8/12 | 11 10/12 | 12, 13, 14    | Totaal |
| ------------------ | ------ | ------- | ------- | ------- | ------- | ------ | ------ | ------ | ------ | ------ | ------- | -------- | ------------- | ------ |
| Magnus Carlsen     | 2855   | ½       | ½       | ½       | ½       | ½      | 1      | ½      | 1      | 1      | ½       | 1        | niet gespeeld | 7½     |
| Ian Nepomniachtchi | 2782   | ½       | ½       | ½       | ½       | ½      | 0      | ½      | 0      | 0      | ½       | 0        | niet gespeeld | 3½     |

### De match per partij
1. Nepomniachtchi opende 1. e4 en het Spaans kwam op het bord. Het spel eindigde in remise: ½–½.
2. Carlsen opende 1. d4 en een variant op het Catalaans werd gespeeld. Carlsen gaf een kwaliteit op voor meer activiteit, maar de scherpe lijn wikkelde af naar een remise: 1–1.
3. De eerste zeven zetten waren een herhaling van de eerste partij en al vrij snel werden stukken afgeruild tot een remise door zettenherhaling werd bereikt: 1½–1½.
4. Carlsen speelde 1. e4 en Nepomniachtchi antwoordde met het Russisch. Nadat er wat stukken geruild waren dacht Carlsen lang na, maar hij vond op zijn verjaardag geen winnende lijn en na zettenherhaling volgde de vierde remise: 2–2.
5. De eerste zetten waren een herhaling van de derde partij en Nepomniachtchi wist met wit een licht overwicht te krijgen, maar dat niet in winst om te zetten: 2½–2½.
6. De opening ging 1. d4 Pf6 2. Pf3 d5. In de langste partij ooit op een wereldkampioenschap gespeeld gingen de kansen op en neer en kwamen beide spelers in tijdnood. Na 136 zetten gaf Nepomniachtchi op: 3½–2½ voor Carlsen.
7. Voor de vierde keer ging Nepomniachtchi voor de Spaanse opening. Na de marathonpartij de dag ervoor werd dit een snelle remise: 4–3 voor Carlsen.
8. Net als in partij vier kwam de Russische opening op het bord. De stelling leek een tijdje redelijk in balans totdat Nepomniachtchi met 21. ...b5 een pion blunderde. In het eindspel kwam Carlsen zelfs een tweede pion voor en gaf de Rus op: 5–3 voor Carlsen.
9. In zijn vijfde partij voor wit verraste Nepomniachtchi met het Engels 1. c4. Al vrij snel kwam er een nooit eerder bereikte stelling op het bord. Het spel leek in evenwicht totdat Nepomniachtchi met 27. c5 een loper blunderde. Hij speelde nog even door, maar gaf op na 39... Ra8: 6–3 voor Carlsen.
10. Nadat hij drie van zijn laatste vier partijen verloren had ging Nepomniachtchi voor het Russisch en veertig zetten lang was de stelling redelijk symmetrisch en gelijk. Zodra remise overeengekomen mocht worden, gebeurde dat: 6½–3½ voor Carlsen.
11. Voor het eerst kwam het Italiaans op het bord. Nepomniachtchi verloor weer en Carlsen won: 7½–3½ voor Carlsen. De laatste drie partijen hoefden niet meer te worden gespeeld.